# Citremon
Espèce
Citremon est un agrume hybride de citronnier (C. ×limon) et de Poncirus trifoliata. Il appartient au groupe des hybrides bigénériques de P. trifoliata.
Sans usage et peu reproduit, il constitue une curiosité botanique. Il était traditionnellement classé x Citroncirus spp.

## Histoire

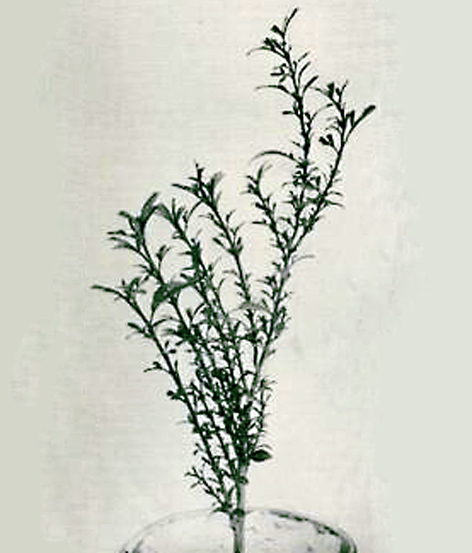
La majorité des citremons obtenus par Swingle avaient un feuillage atrophié et n'étaient pas viable (BnF Paris 1911 - Congrès international de génétique)

A la 4° Conférence internationale de génétique de Paris (1911), W. T. Swingle expose ses observations sur les variations des hybrides d'agrumes de première génération. Il cherche avec T. R. Robinson et E. M. Savage à produire des hybrides résistants au froid. Le gel dévastateur de 1894-1895 avait ravagé les agrumes américains, la campagne d'hybridation systématique de Poncirus trifoliata commence en 1897. Il obtient des plantes éloignées de leur géniteur avec l'orange douce et encore plus avec le citron. Il montre un citremon n° 46750 (Citron var. Lisbon x P. trifoliaita Irifoliata) aux limbes et pétioles des feuilles atrophiés ou incomplets. Majoritairement le citremon ne produit jamais de feuilles normales et la plante meurt d'épuisement. Il a croisé en vain les citronniers Eureka, Villa Franca et le Lisbon. «Jusqu'à présent, aucun des Citremon n'a porté de fruits» dit-il.
Citr-emon est la contraction de Protocitrus x lemon.

## Description

### Génomique
L'analyse de séquences microsatellites de 19 Poncirus trifoliata et 27 hybrides (20 citranges, 5 citrumelos, et 2 citremon) réalisée en 2011 confirme l'éloignement relatif de citremon par rapport aux autres hybrides de Poncirus trifoliata. Les citremons sont les plus éloignés dans cette population avec un niveau de similarité de 0,67 (la similarité génétique entre les 2 citremons est très forte). Les auteurs notent que « la moitié du génome du citron provient du cédrat (C. medica) qui introduit une distance génétique par rapport au citrange et au citrumelo car l'oranger et le pamplemoussier sont étroitement liés».

### Utilisation
Les fruits sont précoces (octobre-novembre en Californie) avec un goût aigre mais comestibles, de petite taille (hauteur 4,5 cm).
L'usage principal est celui de porte-greffe de lime, de citron, d'orange ou de grapefruit. Les arbres greffés sur le cultivar 1449  sont vigoureux, tolérants à la fusariose du collet (Phytophtora) très sensible au CTV dont Citremon est une plante indicatrice qu'on utilise pour l'indexation de ce virus (les plantes positives au CTV greffées sur citremon provoquent rapidement son dépérissement ) et de même pour Citrus tatter leaf virus.
Citremon induit des teneurs élevées en chlorure et en bore chez le citronnier. Toutefois citremon a été envisagé pour remplacer le bigaradier comme porte-greffe du citron Lapithkiotiki à Chypre en 2009.

### Cultivars
Les cultivars actuellement conservés à Givaudan Citrus Variety Collection at UC Riverside sont les citremon CRC 1448 et CRC 1449. Ce sont eux qui ont été utilisés par les généticiens qui ont fait la phylogénie des hybrides de Poncirus trifoliata (2011). Les feuilles de ces 2 cultivars sont trifoliées, Swingle signale le cultivar Highgrove à croissance rapide et à feuilles larges, R. Cottin (2002) le fait figurer dans Citrus of the world. Citremon Kováč Bratislava est décrit avec un arome résineux.